# Тригір'я
Тригі́р'я — село в Україні, в Тетерівській сільській територіальній громаді Житомирського району Житомирської області. Населення — 197 осіб.

## Історія

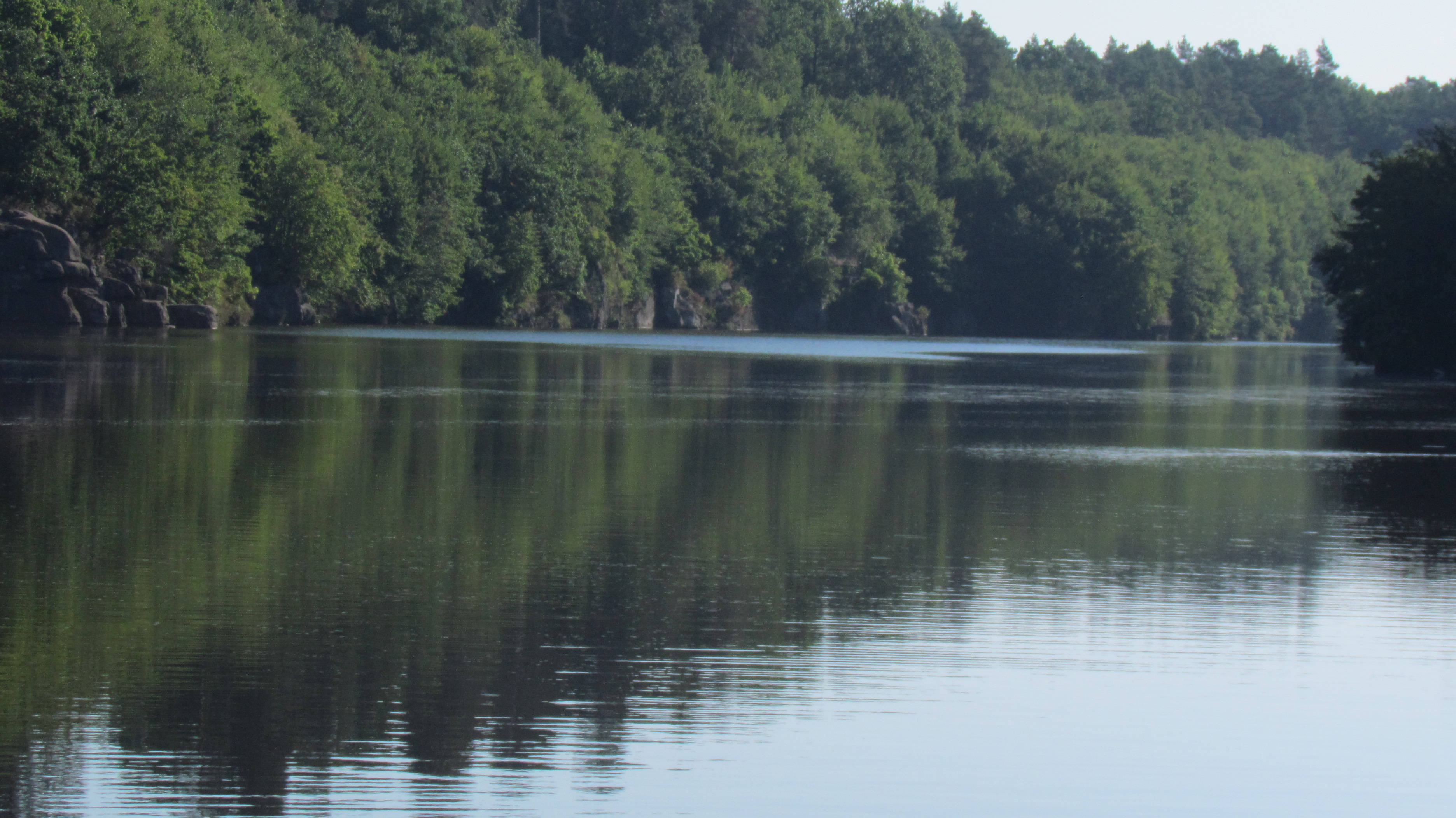
Річка Бобрівка в районі Тригір'я

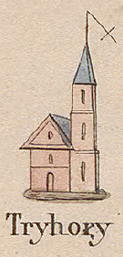
Тригір'я на мапі Зигмунда Герстмана

У 1598 р. Олександр Воронич надав село на утримання православного монастиря, який був заснований у 1613 р. його синами Миколою та Федором.
У 1906 році село Троянівської волості Житомирського повіту Волинської губернії. Відстань від повітового міста 24 версти, від волості 17. Дворів 5, мешканців 45.
Село постраждало внаслідок геноциду українського народу, проведеного урядом СРСР 1932—1933.

## Пам'ятки
- Спасо-Преображенський Тригірський чоловічий монастир
- Над Тетеревом — лісовий заказник над руслом річки Тетерів.

## Культурне життя
Музичний фестиваль Woodstock Україна оголосив про переїзд до села Тригір'я у 2019 році. Раніше фестиваль проходив поблизу Львова.

## Галерея

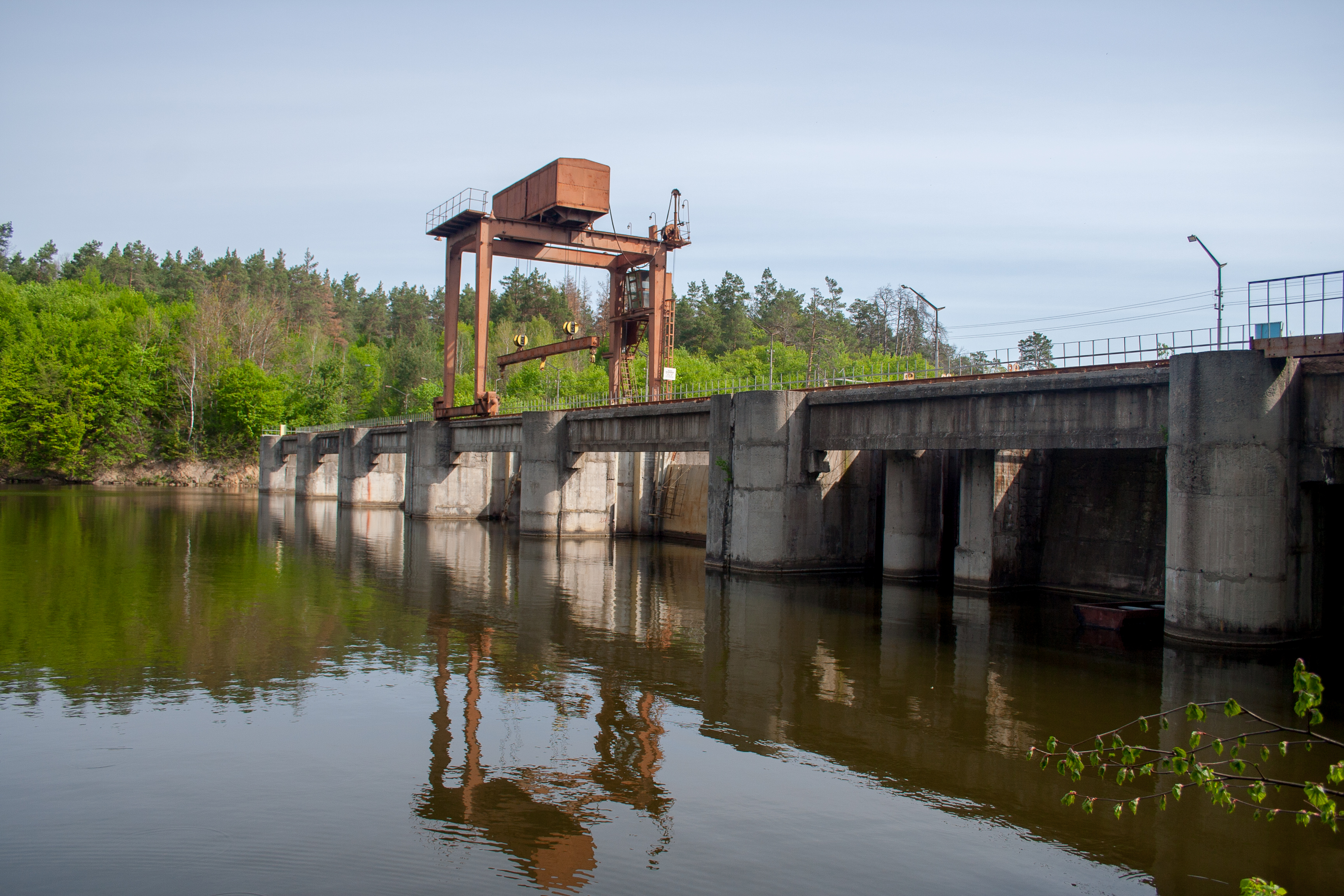
Тригірський гідровузол, дамба і водосховище
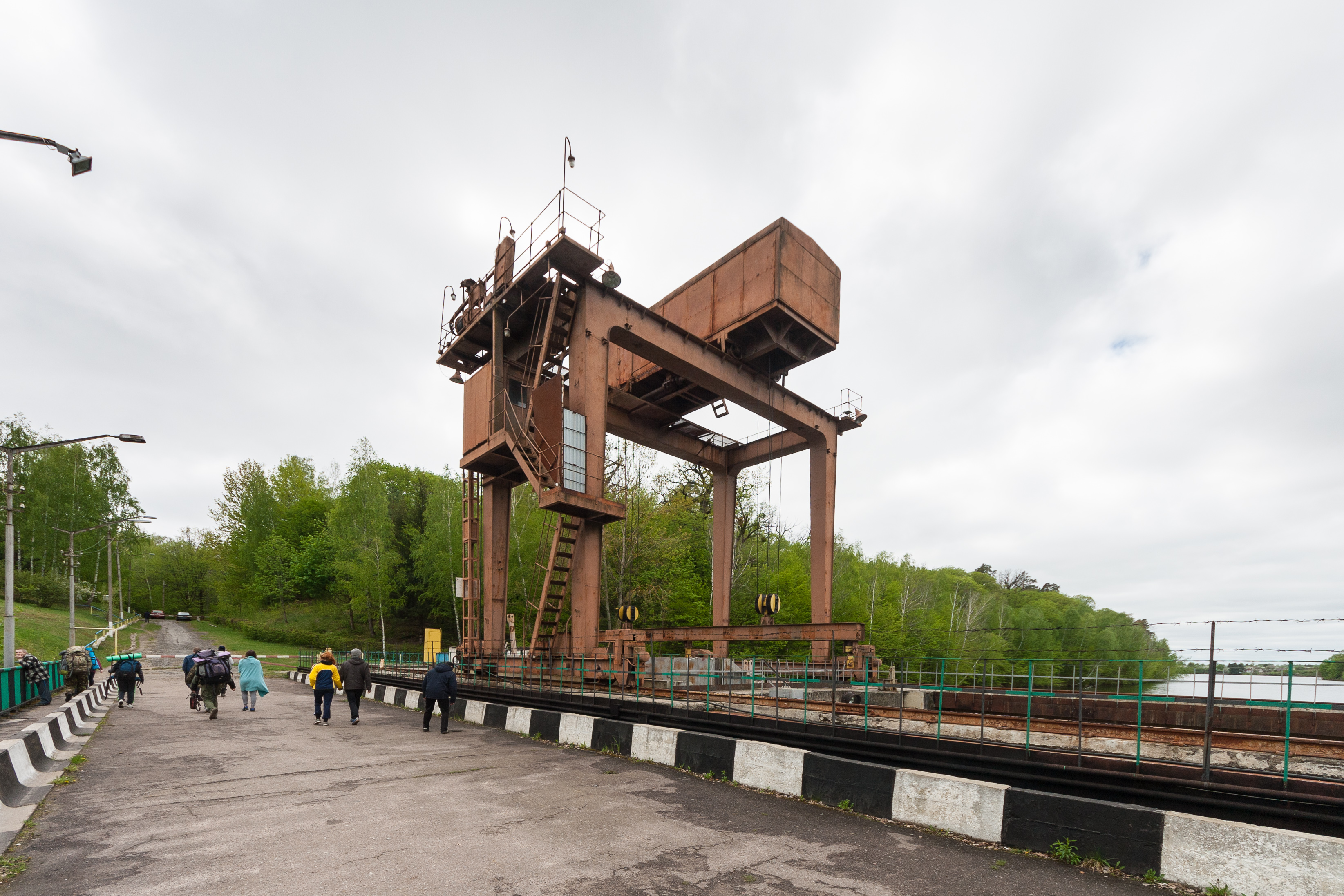
Тригірський гідровузол
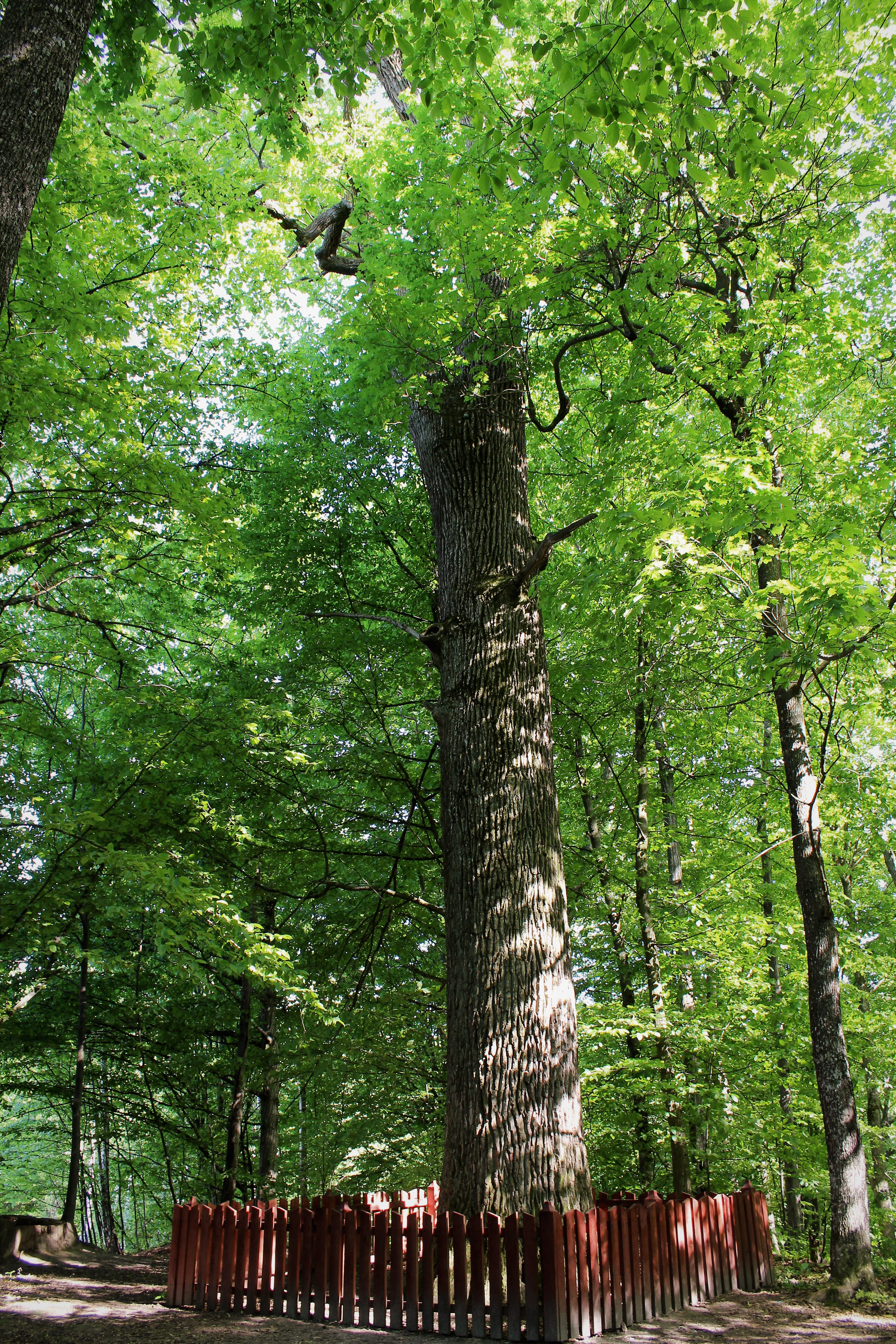
Дуби в Тригірському лісництві